# تيم الكسندر
تيم الكسندر (بالإنجليزية: Tim Alexander)‏ (29 مارس 1973 في المملكة المتحدة - ) هو لاعب كرة قدم بريطاني في مركز الدفاع. لعب مع ذا نيو سينتس ونادي بارنت ونادي ريل ونادي وكينغ ونادي ويمبلدون وداغنهام وريدبريدج وويلينج يونايتد.

## وصلات خارجية
- تيم الكسندر على موقع قاعدة بيانات كرة القدم.إي يو (الإنجليزية)